# Sinningia conspicua
Sinningia conspicua là một loài thực vật có hoa trong họ Tai voi. Loài này được (Seem.) G. Nicholson miêu tả khoa học đầu tiên năm 1887.